# International Statistical Classification of Diseases and Related Health Problems
De International Statistical Classification of Diseases and Related Health Problems (afkorting ICD, meestal genoemd met het versienummer erbij) is de internationaal gehanteerde lijst van ziekten van de Wereldgezondheidsorganisatie (World Health Organization, WHO). De ICD wordt door de meeste landen gehanteerd als standaard. Het is een statistisch instrument om het vóórkomen van ziektes in verschillende landen te kunnen vergelijken, waarbij men er van uitgaat dat in die landen identieke definities worden gehanteerd.

## Geschiedenis
De eerste publicatie was in 1893 en diende destijds voor een classificatie van doodsoorzaken. Vanaf 1948, na de Tweede Wereldoorlog, heeft de Wereldgezondheidsorganisatie het beheer op zich genomen.
Deze versies zijn gepubliceerd:
- ICD-1 - 1900
- ICD-2 - 1910
- ICD-3 - 1921
- ICD-4 - 1930
- ICD-5 - 1939
- ICD-6 - 1949
- ICD-7 - 1958
- ICD-8A - 1968
- ICD-9 - 1979
- ICD-10 - 1999
- ICD-11 - 2018 - van kracht sinds 1 januari 2022

## ICD-11
De elfde revisie van de ICD is ontwikkeld in zo'n tien jaar tijd door meer dan 300 specialisten uit 55 landen. De publicatie vond plaats op 18 juni 2018 en de revisie werd officieel bekrachtigd door alle WHO-leden tijdens de 72e wereldgezondheidsvergadering op 25 mei 2019, waarbij werd afgesproken dat deze versie van kracht zou zijn vanaf 1 januari 2022, al gaf de WHO toe dat waarschijnlijk niet veel landen deze datum zouden halen.

### Psychische aandoeningen
Op het gebied van psychische aandoeningen zijn er enkele grote wijzigingen doorgevoerd in de 11e editie van de ICD. Zo zijn verschillende aandoeningen toegevoegd, zoals de eetbuistoornis (binge eating disorder; ICD-11:6B82), stoornis van de lichaamsbeleving (body dysmorphic disorder, ICD-11: 6B21), dermatillomanie (excoriation disorder, ICD-11: 6B25.1), verzamelstoornis (hoarding disorder, ICD-11: 6B24), periodieke explosieve stoornis (intermittent explosive disorder, ICD-11: 6C73), selectieve eetstoornis (ICD11:6B83), complexe posttraumatische stressstoornis (ICD11:6B41) en gameverslaving (ICD11:6B42).
Verder zijn onder andere wijzigingen doorgevoerd in de volgende omschrijvingen:
- Verschillende persoonlijkheidsstoornissen zijn samengevoegd tot een diagnose, waarbij verschillende dimensies zijn gedefinieerd.
- De verschillende subtypen van schizofrenie zijn geschrapt; er zijn nu verschillende dimensies gedefinieerd.
- In de ICD-11 zijn fobieën en gegeneraliseerde angststoornis samengevoegd tot angststoornissen (ICD11: 1336943699).
- Alle pervasieve ontwikkelingsstoornissen (behalve het syndroom van Rett) zijn samengevoegd tot autismespectrumstoornis (ICD11: 6A02[8]).
- De hyperkinetische stoornis is hernoemd naar attention deficit hyperactivity disorder (ADHD, ICD11: 6A05), waarbij een onderscheid is gemaakt tussen de subtypes 'overwegend onoplettend', 'overwegend hyperactief-impulsief' en het gecombineerde type.

### DSM
In Nederland, Caribisch Nederland (de Nederlandse eilanden Bonaire, Sint Eustatius en Saba), Australië, Nieuw-Zeeland en Noord-Amerika wordt voor psychiatrische diagnostiek een andere standaard gehanteerd, het Diagnostic and Statistical Manual of Mental Disorders (DSM), een Amerikaans classificatiesysteem voor psychische aandoeningen, uitgegeven en opgesteld door de American Psychiatric Association.

### Neurologische aandoeningen
Op het gebied van neurologische aandoeningen is onder andere het volgende gewijzigd:
- Bij het post-viraal vermoeidheidssyndroom (post-viral fatigue syndrome, ICD-11: 8E49) is het chronisch vermoeidheidssyndroom toegevoegd.